# 米谷隆三
米谷 隆三（まいたに りゅうぞう、1899年2月11日 - 1958年5月3日）は、日本の法学者。専門は、商法・保険学。学位は、法学博士。1955年「約款法の理論」で日本学士院賞受賞。岡山県出身。

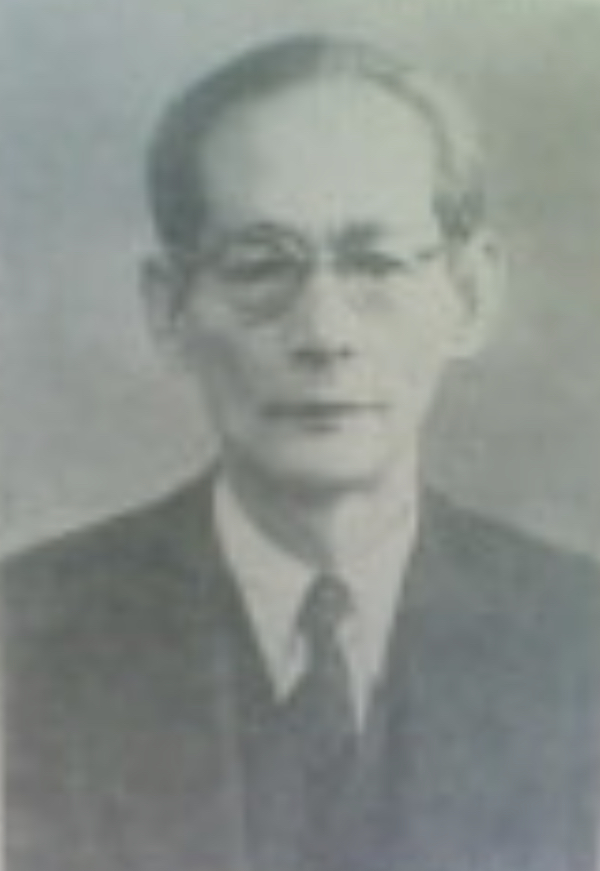
米谷隆三博士

## 来歴
岡山県都窪郡茶屋町（現倉敷市茶屋町）生まれ。旧制第一岡山中学校（現岡山県立岡山朝日高等学校）を経て、1925年東京商科大学（現一橋大学）卒業（青山衆司ゼミナール）。
1923年文官高等試験行政科合格、1925年商工省入省、商務局保険課勤務。1929年明治大学兼任講師（火災保険論）を経て、1930年東京商科大学（現一橋大学）助教授兼予科教授就任。ベルリン、ローマ、パリへの留学を経て、1934年第10回国際アクチュアリー会議日本代表。1935年東京商科大教授就任も、1947年教職追放令により金子鷹之助、常盤敏太、江沢譲爾とともに同大を免職される。この間、1938年九州帝国大学法文学部保険法講座嘱託、1934年学術会議研究員、1946年大蔵省事務取扱嘱託、同年逓信院事務取扱嘱託。
1947年企業法研究所を開設し同所長就任するとともに弁護士登録。1950年法学博士（立命館大学）。博士号の審査は末川博らが行った。1952年から成蹊大学教授。この間1954年第14回国際アクチュアリー会議日本代表、1956年農林省漁船再保険審議会委員、1958年損害保険協会経営合理化委員。
1958年東京女子医科大学付属病院で逝去。死に際してはドイツの保険雑誌『Versicherungswirtschaft』1958年6月1日号に、写真入りの追悼記事が掲載された。
米谷ゼミナール出身者には喜多了祐・一橋大学名誉教授、杉江清・元国立科学博物館長、壷井宗一・元中央リンネサプライ社長などがいる。

## 関連文献
- 米谷隆三「「約款法の理論」について」『法律のひろば』第8巻第11号、ぎょうせい、1955年11月、7-10頁、CRID 1520291855571451904、ISSN 09169806、NAID 40002048573。